# Lecrae
Lecrae Moore (Houston, Teksas, SAD, 9. listopada 1979.), bolje poznat samo kao Lecrae (poznat i kao Crae, Creezie, Creazy, Crayola, Crazy 'Crae) je američki reper, tekstopisac, glazbeni producent i glumac. On je suosnivač i predsjednik diskografske kuće Reach Records, te neprofitne organizacije ReachLife Ministries. Do danas je objavio šest studijskih albuma i jedan miksani album. Također je osnivač i član grupe 116 Clique, koja je objavila četiri studijska albuma. Njegova filmografija sadrži kratki film grupe 116 Clique, te jedan televizijski film.

## Diskografija

### Studijski albumi
- Real Talk (2004.)
- After the Music Stops (2006.)
- Rebel (2008.)
- Rehab (2010.)
- Rehab: The Overdose (2011.)
- Gravity (2012.)
- Anomaly (2014.)
- All Things Work Together (2017.)

### Miksani albumi
- Church Clothes (2012.)
- Church Clothes Vol. 2 (2013.)
- Church Clothes 3 (2016.)

## Vanjske poveznice
- Službena stranica
- Lecrae na Allmusicu
- Lecrae na Discogsu
- Lecrae na Billboardu
- Lecrae  Arhivirana inačica izvorne stranice od 17. prosinca 2012. (Wayback Machine) na MTV